# Edgaras Protčenko
Edgaras Protčenko (* 20. Mai 1997 in Vilnius) ist ein litauischer Eishockeyspieler, der seit 2022 beim Nantes Atlantique Hockey Glace in der Division 1, der zweithöchsten französischen Eishockeyliga spielt.

## Karriere

### Clubs
Edgaras Protčenko begann seine Karriere als Eishockeyspieler bei Gelezinis Vilkas in seiner Heimatstadt Vilnius, für dessen Nachwuchs er in der litauischen U16-Liga spielte. Nachdem er in der Spielzeit 2012/13 bei Vanvita Vilnius sein Debüt in der litauischen Eishockeyliga gab, verließ er 2013 seine Heimat und wechselte zum Iserlohner EC in die Jugend-Bundesliga. Es folgten Engagements bei Žalgiris Vilnius in der russisch dominierten Molodjoschnaja Chokkeinaja Liga B und beim South Muskoka Shield in der Greater Montreal Hockey League. 2014 wechselte er zum SC Energija aus Elektrėnai. Für den leistungsstärksten litauischen Klub spielte er sowohl in der belarussischen Wysschaja Liga, als auch in der litauischen Eishockeyliga. Nach jeweils einem Jahr in Österreich und im Vereinigten Königreich, wechselte er 2029 nach Frankreich, wo er zunächst bei den Éléphants de Chambéry spielte und seit 2022 beim Nantes Atlantique Hockey Glace in der zweitklassigen Division 1 auf dem Eis steht.

### International
Für Litauen nahm Protčenko im Juniorenbereich an den U18-Weltmeisterschaften 2012, 2013 und 2014, als er als bester Verteidiger des Turniers und bester Spieler seiner Mannschaft maßgeblich am Aufstieg der Balten beteiligt war, in der Division II und 2015 in der Division I sowie den U20-Weltmeisterschaften 2013, 2014, 2015, 2016, als er zum besten Spieler seines Teams gewählt wurde, und 2017 jeweils in der Division II teil.
Mit der litauischen Herren-Nationalmannschaft spielte Protčenko erstmals bei der Weltmeisterschaft 2017 in der Division I, wo er auch 2019 spielte.

## Erfolge und Auszeichnungen
- 2014 Aufstieg in die Division I, Gruppe B, bei der U18-Weltmeisterschaft der Division II, Gruppe A
- 2014 Bester Verteidiger bei der U18-Weltmeisterschaft der Division II, Gruppe A
- 2017 Aufstieg in die Division I, Gruppe B, bei der U20-Weltmeisterschaft der Division II, Gruppe A